# Stal Poniatowa
Miejski Klub Sportowy „Stal” Poniatowa – polski klub piłkarski z siedzibą w Poniatowej. Obecnie (sezon 2024/2025) klub występuje w klasie okręgowej, gr. lubelskiej. Największym sukcesem Stali Poniatowa był występ w II lidze, gr. wschodniej. Klub został założony w 1951. Pierwszy mecz rozegrał z Opolanką Opole Lubelskie, który odbył się 1 maja.

## Dane o klubie
- Pełna nazwa: Miejski Klub Sportowy Stal Poniatowa
- Barwy: żółto-niebieskie
- Data Założenia: 1951
- Adres: 11 Listopada 21, 24-320 Poniatowa
- strona www: http://stalowcy.com

### Stadion
- Adres: 11 Listopada 21, 24-320 Poniatowa
- Pojemność: 1.500. miejsc (670 siedzących)
- Oświetlenie: brak
- Boisko: 102m/64,5m
- Boisko boczne: 98m/57,5m
- Ceny biletów: Bilet normalny: 5 zł. Wstęp WOLNY: Kobiety oraz dzieci do lat 12 – tylko pod opieką osoby dorosłej.

### Zarząd klubu
- Prezes: Janusz Jakubczyk
- Członkowie Zarządu: Grzegorz Olchawski, Robert Kozak, Cezary Piłat, Jan Sapała, Grzegorz Chłodny, Zbigniew Hemperek
- Kierownik klubu: Mirosław Samolej

## Historia klubu
Klub powstał w 1951. W tymże roku piłkarze z Poniatowej awansowali do A-klasy. Kolejne awanse: 1958 – liga okręgowa, 1972 – liga międzyokręgowa, 1983 – III liga. W pierwszym sezonie w tej klasie ligowej, 1983/1984, zespół wywalczył 3. miejsce w grupie 7. Trenerem zespołu jest Marek Leszczyński prowadzący ostatnio Hetmana Żółkiewkę.

## Obecna kadra
| Nr | Poz.  | Piłkarz             |
| -- | ----- | ------------------- |
|    | BR    | Piotr Chrześcian    |
|    | OB    | Daniel Wojnicki     |
|    | OB    | Paweł Orzeł         |
|    | OB    | Grzegorz Pyć        |
|    | OB    | Norbert Frączek     |
|    | OB    | Damian Charmast     |
|    | OB/PO | Michał Radziejewski |
|    | PO/OB | Paweł Pikuła        |
|    | PO    | Damian Miazga       |
|    | NA/PO | Karol Strug         |
|    | PO/NA | Mateusz Siekierka   |
|    | NA    | Jarosław Wyroślak   |
|    | PO/NA | Rafał Kucharczyk    |
|    | NA    | Michał Czarnecki    |

| Nr | Poz.  | Piłkarz          |
| -- | ----- | ---------------- |
|    | PO    | Marcin Kruk      |
|    | OB    | Eryk Samołyk     |
|    | OB    | Patryk Iwaszko   |
|    | OB    | Sebastian Pyda   |
|    | PO/NA | Sylwester Parada |
|    | BR    | Piłat Daniel     |
| 55 |       |                  |
| -  | OB    | Polska           |
| -  | OB    | Polska           |
| -  | OB    | Polska           |
| -  | PO    | Polska           |
| -  | NA    | Polska           |
| -  | NA    | Polska           |
| -  | OB    | Polska           |

### Sztab Szkoleniowy
- Trener: Kamil Witkowski
- Kierownik Drużyny: Mirosław Samolej
- Lekarz: Andrzej Gryma